# Гвардейская улица (Ломоносов)
Гварде́йская улица — улица в городе Ломоносове Петродворцового района Санкт-Петербурга. Проходит от Краснофлотского шоссе (западнее дома 62) на юг вдоль КАД.
Первоначальное название — Госпитальная дача — появилось в Ораниенбауме во второй половине XIX века.
С 1920-х годов входила в состав Пионерлагеря.
Современное название присвоено в 1965 году в честь гвардейских воинских частей, занимавших во время Великой Отечественной войны подступы к Ленинграду (Ораниенбаумский плацдарм).
Начальные 600 метров Гвардейская улица проходит по западной границе парка усадьбы «Санс-Эннуи» адмирала С. К. Грейга, объекта культурного наследия федерального значения.